# ポリニャーノ・ア・マーレ

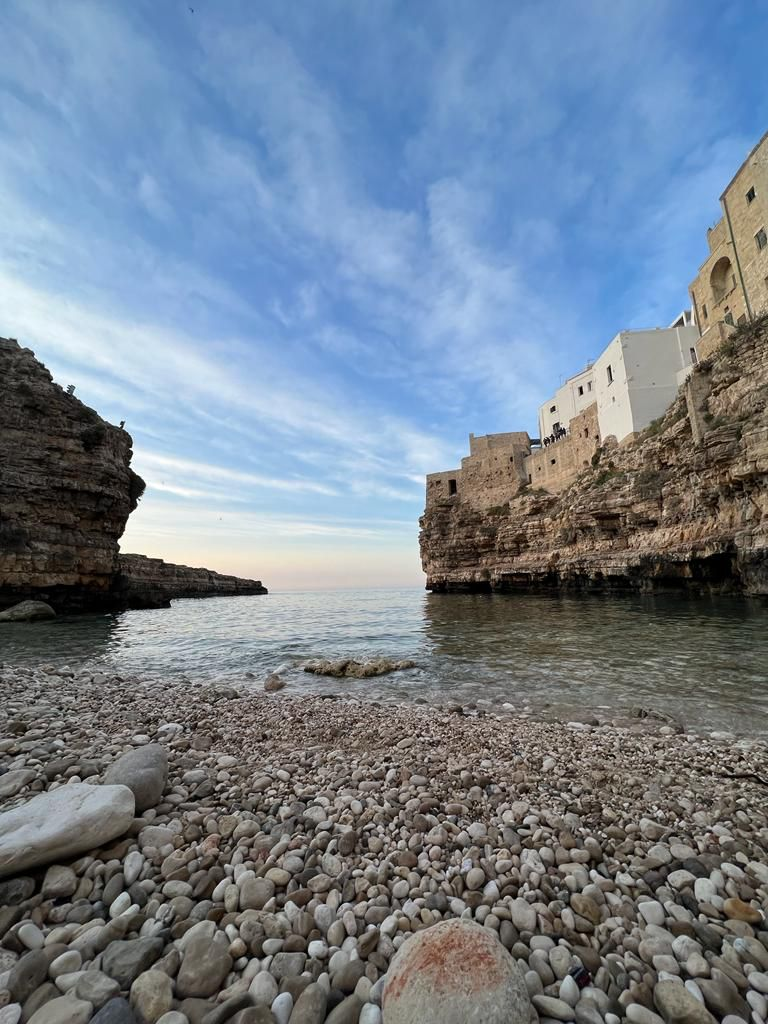
海

ポリニャーノ・ア・マーレ（イタリア語: Polignano a Mare）は、イタリア共和国プッリャ州バーリ県にある、人口約1万8000人の基礎自治体（コムーネ）。

## 地理

### 位置・広がり

#### 隣接コムーネ
隣接するコムーネは以下の通り。
- カステッラーナ・グロッテ
- コンヴェルサーノ
- モーラ・ディ・バーリ
- モノーポリ

## 姉妹都市
- サン・ミニアート、イタリア
- フォリーオ、イタリア

## 人物

### 著名な出身者
- ドメニコ・モドゥーニョ - 20世紀の歌手、作曲家、俳優、政治家。